# شرکت نفت پادما
شرکت نفت پادما (بنگالی: পদ্মা অয়েল কোম্পানী লিমিটেড) شرکت نفت بنگلادشی است، که در سال ۱۹۶۵ توسط شرکت نفت برمه تأسیس شد.